# Stephen Russell Mallory

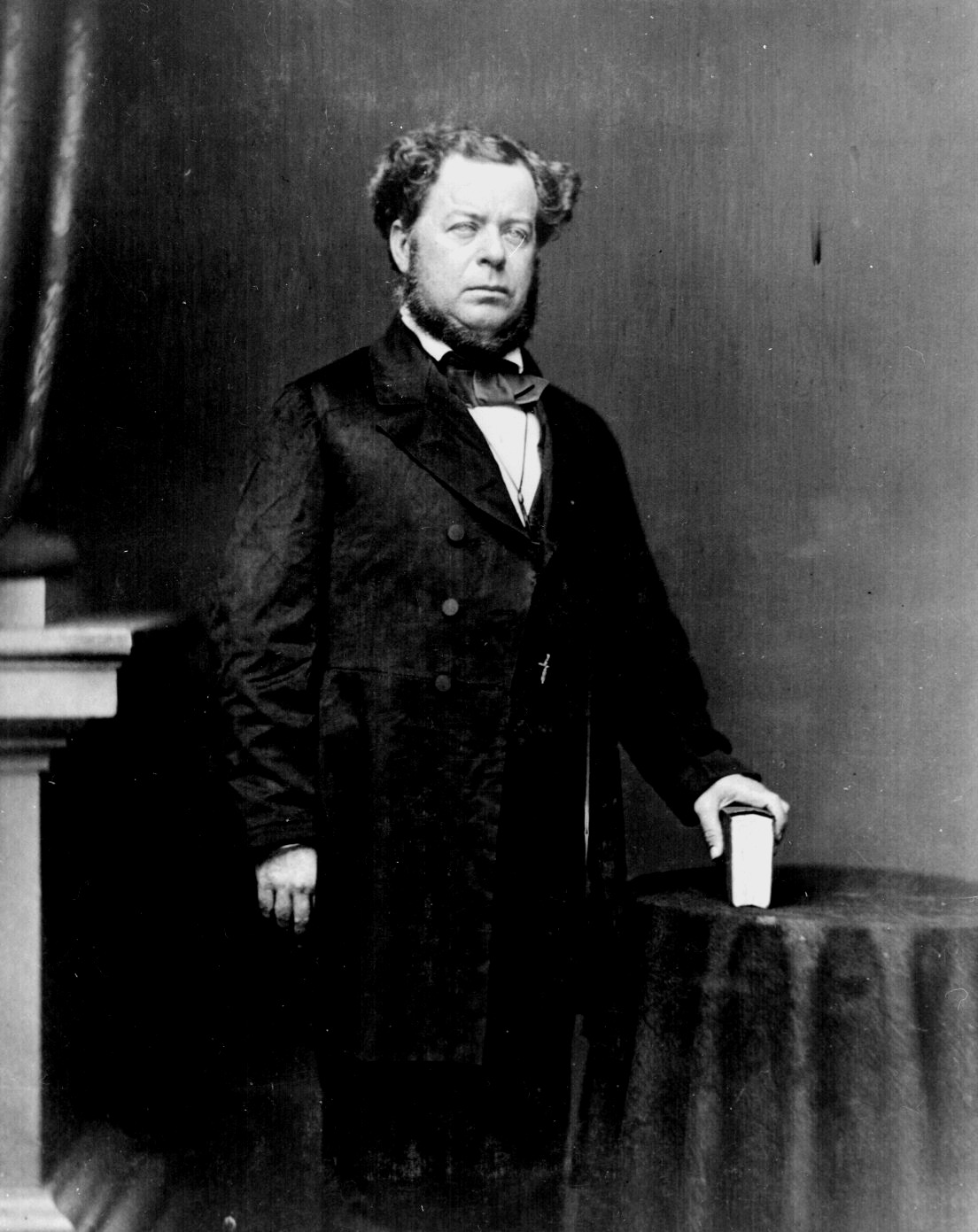
Stephen Mallory

Stephen Russell Mallory (Port of Spain, Trinidad, 1813 - Pensacola, Flórida, 9 de Novembro de 1873) foi um político norte-americano e secretário da Marinha dos Estados Confederados da América durante a Guerra Civil Americana. Mallory foi considerado um dos oficiais mais hábeis do governo de Jefferson Davis. Ele foi o pai de Stephen Mallory, um representante americano e senador pela Flórida.